# Oleg Butman
Oleg Michailowitsch Butman (russisch Олег  Михайлович  Бутман, * 9. Juli 1966 in Leningrad) ist ein russischer Jazz-Schlagzeuger.
Oleg Butman ist der jüngere Bruder des Jazz-Saxophonisten Igor Butman, mit dem er immer wieder zusammenarbeitete. Mit acht Jahren begann er mit dem Schlagzeugspiel, mit 15 Jahren wurde er Mitglied der russischen Rockband Telewisor.
Im Jahr 1983 begann Oleg Butman am Mussorgski-Musikkolleg in St. Petersburg zu studieren und spielte im Kolleg-Orchester. In dieser Zeit trat er auf dem St. Petersburg Jazz Festival mit dem Saxophonisten Valerij Sukow auf. Von 1984 bis 1987 gehörte er dem Quartett seines Bruders an; 1988 begleitete er den US-amerikanischen Saxophonisten Richie Cole auf einer Russlandtournee. 1988 zog Oleg Butman nach Moskau, wo er mit gastierenden amerikanischen Musikern wie Jon Faddis, Billy Taylor, Grover Washington Jr. und Pat Metheny im „Bluebird“ Jazzclub auftrat.
1990 verließ Oleg Butman das Land, um in den Vereinigten Staaten zu studieren und zu arbeiten. Er besuchte zunächst das Berklee College of Music in Boston, zog dann nach New York, wo er u. a. mit Metheny, Monty Alexander, Harvie Swartz, Joe Locke und Eddie Gomez arbeitete. 1997 wirkte er an dem Album Nostalgia seines Bruders Igor mit; 1998 ging er mit einem Projekt namens Four Brothers auf eine Russlandtour. 2001 besuchte er Russland mit seinem amerikanischen Quartett, in dem auch der Tenorsaxophonist Craig Handy spielte. Ferner arbeitete er in dieser Zeit mit Mark Whitfield, Vincent Herring und Larry Willis.
2007 schrieb Oleg Butman Musik für die Pianistin Natalia Smirnova; mit ihr entstand auch ein weiteres Soloalbum von Butman, Jazz Passion.